# Harva
Harva is een plaats (småort) in de gemeente Upplands Väsby in het landschap Uppland en de provincie Stockholms län in Zweden. De plaats heeft 58 inwoners (2010) en een oppervlakte van 8 hectare.